# Reação internacional à queda do voo TAM 3054

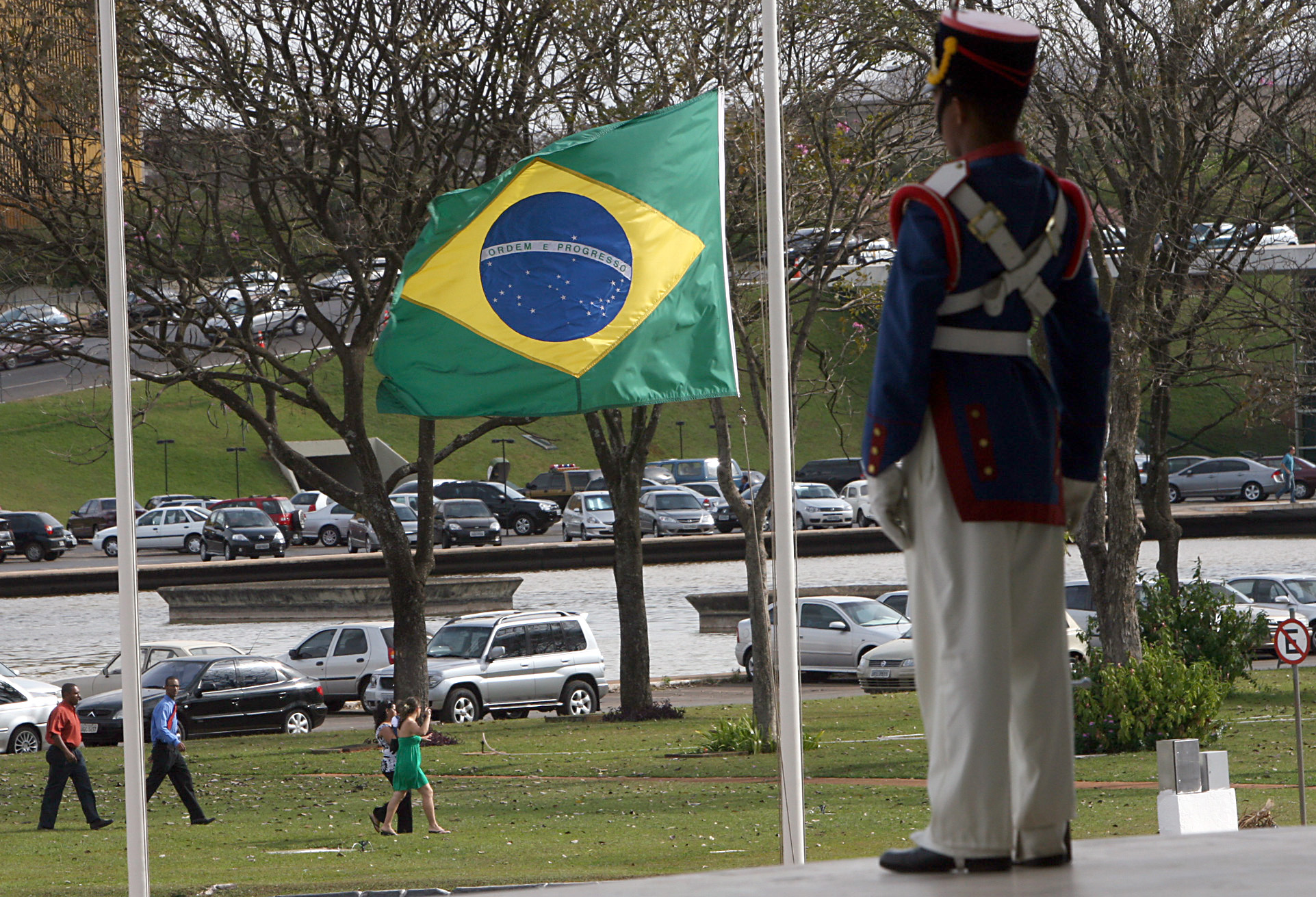
Em decorrência da tragédia, a bandeira brasileira no palácio do Planalto ficou hastaeada a meio-mastro, já que o presidente Lula declarou 3 dias de luto oficial.

Em razão da gravidade do acidente com o Voo TAM 3054, o mais trágico da história da aviação brasileira até aquele momento, manifestando solidariedade aos parentes da vítima do acidente, o presidente Lula decretou 3 dias de luto oficial. Vários países prestaram suas condolências:

## Américas
- Argentina: O ex-presidente argentino, Néstor Kirchner, foi o primeiro chefe de Estado que telefonou na noite do acidente ao presidente Luiz Inácio Lula da Silva para manifestar solidariedade pelo acidente.[2] Desde que Lula foi informado sobre o acidente, o presidente se mantém reunido com um grupo de ministros para receber informações sobre a queda da aeronave.
- Chile: A presidente chilena Michelle Bachelet ligou para o presidente Lula para prestar suas condolências.
- Estados Unidos: Os Estados Unidos se solidarizaram com os brasileiros. "Queremos enviar nossas condolências ao povo brasileiro. Nossos pensamentos e orações estão com quem perdeu amigos e entes queridos no acidente aéreo de ontem", afirmou o porta-voz do departamento de Estado, Sean McCormack. A secretária de estado americana, Condoleezza Rice, ligou pessoalmente ao Ministro das Relações Exteriores brasileiro, Celso Amorim para prestar condolências.
- México: O Governo apresentou suas "mais sinceras condolências pela tragédia"[3]
- Peru: O presidente peruano, Alan García, manifestou desejo de conversar com o presidente Lula.
- Venezuela: O chanceler venezuelano, Nicolás Maduro, expressou hoje suas condolências ao presidente brasileiro, "e ao povo do país irmão" pela tragédia

## Europa
- Alemanha: O presidente da Alemanha, Horst Köhler, enviou um telegrama ao presidente Lula, manifestando solidariedade às famílias das vítimas da tragédia. Em nota, a embaixada alemã em Brasília informou que o governo do país ficou consternado com a tragédia e aderiu ao luto de três dias, hasteando a bandeira nacional à meio-mastro na embaixada.
- Espanha: O principe herdeiro Felipe de Bourbon, que estava em visita ao Brasil, acompanhou tudo, e prestou condolências. O rei espanhol, também ligou para o presidente Lula.
- França: O presidente francês Nicolas Sarkozy prestou condolências e mostrou indignação ao acontecido.
- Portugal: O Governo português, através da embaixada portuguesa no Brasil, já apresentou as condolências ao governo brasileiro. A TAP, agência aérea portuguesa, também apresentou suas condolências.
- Rússia:  O presidente russo, Vladimir Putin, enviou um telegrama de condolências ao presidente Lula. O telegrama dizia

Eu gostaria de expressar minhas profundas condolências pela perda de mais de 200 vidas no acidente no aeroporto de São Paulo no dia 17 de julho. Por favor, transmita minha mais profunda solidariedade e apoio às famílias e parentes das vítimas.
- Vaticano: Em telegrama endereçado ao arcebispo de São Paulo, dom Odilo Scherer, e assinado pelo secretário de Estado do Vaticano, Tarcisio Bertone, o Papa Bento XVI enviou condolências aos familiares das vítimas além de rezar uma missa pelas mesmas[4].

## Ásia
- China: O presidente da República Popular da China, Hu Jintao enviou mensagem de condolências dizendo expressar "sinceras manifestações de solidariedade aos familiares das vítimas, ao governo e ao povo brasileiro"[5].
- Israel: o presidente de Israel, Shimon Peres, endereçado ao presidente Lula, declara que ouviu a notícia com "choque e profundo pesar". Peres classifica o acidente de "horrível tragédia".

## Outras reações
- Omã,  Irlanda,  Angola,  Timor-Leste,  Bulgária,  Paquistão e  Tunísia também prestaram solidariedade às famílias das vítimas.

## Organismos internacionais
- União Europeia: O alto representante de Política Externa e Segurança da União Europeia (UE), o espanhol Javier Solana disse: "Neste momento trágico, os europeus sentem uma profunda dor pelos parentes e entes queridos das vítimas, e compartilhamos o pesar do povo brasileiro", além de oferecer toda a ajuda da União Europeia e de seus Estados membros.
- Nos Jogos Pan-americanos: Com o intuito de prestar homenagem aos parentes das vítimas deste voo, o Comitê Olímpico Brasileiro (COB) afirmou que a delegação brasileira nos Jogos Pan-Americanos de 2007 competirá com um faixa preta no braço, em sinal de luto pelo ocorrido[6]. Além de haver 1 minuto de silêncio em jogos que envolvam a delegação do país, as bandeiras de todos os países foram hasteadas a meio-mastro no dia seguinte.